# Marina Pinnacle
Le Marina Pinnacle est un gratte-ciel de 73 étages construit à Dubaï dans le quartier de la Marina. La hauteur de la tour est de 280 mètres. La construction de la tour a commencé en 2005 pour se terminer en 2011. Lors de son achèvement, il s'agissait de l'un des plus hauts immeubles dévoués à un usage résidentiel au monde.